# Tuareg Rallye
Die  Tuareg Rallye  ist ein lizenzfreier Rallye-Raid-Wettbewerb, der nach dem Africa Eco Race und der Dakar-Rallye als eines der größten Langstrecken- und Wüstenrallye der Welt gilt. Sie wird seit 1998 einmal jährlich bisher in Tunesien, Marokko und 2019 erstmals in Algerien ausgetragen.

## Geschichte
Seit dem ersten Start der Tuareg Rallye 1998, damals noch als Enduro Veranstaltung ausgelegt, hatte die Veranstaltung durchschnittlich etwa 200 Teilnehmer aus verschiedenen Nationen. Im Jahr 2019 starten bspw. 250 Teilnehmer aus 25 Nationen. Bis zum Jahr 2018 fand die Rallye abwechselnd zwischen Tunesien und Marokko statt, 2019 erstmals in Algerien. Aufgrund verschiedener Demonstrationen in Algerien sollte die Rallye auf Weisung des algerischen Innenministeriums verschoben werden. Man konnte sich jedoch kurz vor dem Start der Rallye auf das eigentlich geplante Datum zur Durchführung einigen. Im Jahr 2020 und 2021 wurde die Tuareg Rallye aufgrund der Restriktionen im Rahmen der COVID-19-Pandemie abgesagt. Der Wettbewerb wird in 4 Fahrzeugklassen gefahren: PKW, LKW, Motorräder und Quad/Side-by-Side-Fahrzeuge. Veranstalter der Rallye Tuareg ist der Deutsche Rainer Autenrieth. Mitveranstalter sind die Motorsportverbände der jeweiligen Austragungsländer.

## Teilnahme und Kosten
Für die Tuareg Rallye wird keine Lizenz benötigt. Die Kosten für die Nennung lagen im Jahr 2019 bei etwa 2500 Euro.